# Annette Andre
Annette Andre (* 24. Juni 1939 in Sydney, New South Wales) ist eine australische Schauspielerin.

## Leben
Andre gab ihr Filmdebüt 1960 im Fernsehfilm The Slaughter of St Theresa’s Day. Andre arbeitete zumeist für das Fernsehen. Sie spielte in Fernsehserien, wie Whiplash, Die 2 und Randall & Hopkirk – Detektei mit Geist. In der Filmkomödie Toll trieben es die alten Römer aus dem Jahr 1966 spielte sie die Rolle der Philia. Im gleichen Jahr war Andre in einer kleinen Rolle in Anthony Manns Kriegsfilm Kennwort: Schweres Wasser zu sehen. Ihre letzte Rolle in einem Film spielte Andre in dem Fernsehfilm Maigret, neben Richard Harris.
Kurz darauf zog sich Andre aus dem Filmgeschäft zurück und heiratete 1989 den Schauspieler Arthur Weingarten.

## Filmografie (Auswahl)
- 1960: The Slaughter of St Theresa’s Day
- 1964: Mit Schirm, Charme und Melone (The Avengers; Fernsehserie, 1 Folge)
- 1964: This Is My Street
- 1964–1967: Simon Templar (The Saint; Fernsehserie, 5 Folgen)
- 1965: Kennwort „Schweres Wasser“ (The Heroes of Telemark)
- 1965: Up Jumped a Swagman
- 1966: Toll trieben es die alten Römer (A Funny Thing Happened on the Way to the Forum)
- 1966: Wer einen Tiger reitet (He Who Rides a Tiger)
- 1967: Der Baron (The Baron; Fernsehserie, 1 Folge)
- 1967: Nummer 6 (The Prisoner; Fernsehserie, 1 Folge)
- 1967: Mr. 10 Prozent (Mister Ten Percent)
- 1969–1970: Randall & Hopkirk – Detektei mit Geist (Randall & Hopkirk (Deceased); Fernsehserie, 25 Folgen)
- 1971: Die 2 (The Persuaders!; Fernsehserie, 1 Folge)
- 1976: Mit Schirm, Charme und Melone (The New Avengers; Fernsehserie, 1 Folge)
- 1976: Mission: Monte Carlo
- 1978: Simon Templar – Ein Gentleman mit Heiligenschein (Return of the Saint; Fernsehserie, 1 Folge)
- 1981: Spring & Fall (Fernsehserie, 1 Folge)
- 1981–1982: Cop Shop (Fernsehserie, 17 Folgen)
- 1984: Prisoner (Fernsehserie, 4 Folgen)
- 1988: Maigret (Fernsehfilm)